# Ернст Велльманн
Ернст Велльманн (нім. Ernst Wellmann; 14 січня 1904, Замтер — 17 липня 1970, Карлсруе) — німецький офіцер, оберст вермахту (1 вересня 1943), бригадний генерал бундесверу. Кавалер Лицарського хреста Залізного хреста з дубовим листям.

## Біографія
Служив у поліції. В 1924 році перейшов у рейхсвер. Наприкінці 1935 року зарахований в 3-й стрілецький полк 3-ї танкової дивізії і 1 січня 1936 року призначений командиром 6-ї роти. Учасник Польської та Французької кампаній. З 1 серпня 1940 року — командир 1-го батальйону свого полку, з яким взяв участь у Німецько-радянській війні. З 1 серпня 1942 року — командир 126-го моторизованого полку 23-ї танкової дивізії, яка боролася на Кавказі. 1 квітня 1943 року прийняв командування своїм старим 3-м моторизованим полком. Влітку та восени 1943 року бився в районі Білгорода і Харкова. З 1 травня 1944 року — начальник відділу моторизованих частин в інспекції танкових військ. 28 лютого 1945 року призначений командиром танкової дивізії «Сілезія», яка формувалася, проте частина так і не була створена, і 25 березня її особовий склад був влитий у 18-у моторизовану дивізію. В 1956 році вступив в бундесвер. 25 лютого 1960 вийшов у відставку.

## Нагороди
- Медаль «За вислугу років у Вермахті» 4-го і 3-го класу (12 років)
- Медаль «У пам'ять 1 жовтня 1938 року» із застібкою «Празький град»
- Залізний хрест
  - 2-го класу (20 вересня 1939)
  - 1-го класу (21 жовтня 1939)
- Штурмовий піхотний знак в сріблі
- Німецький хрест в золоті (8 червня 1942)
- Медаль «За зимову кампанію на Сході 1941/42»
- Лицарський хрест Залізного хреста з дубовим листям
  - лицарський хрест (2 вересня 1942)
  - дубове листя (№ 342; 30 листопада 1943)
- Нагрудний знак «За поранення» в чорному